# Covington (Washington)
Covington je grad u američkoj saveznoj državi Washington. Prema popisu stanovništva iz 2010. u njemu je živjelo 17.575 stanovnika.